# (1285) Julietta
(1285) Julietta – planetoida z pasa głównego asteroid okrążająca Słońce w ciągu 5 lat i 66 dni w średniej odległości 2,99 au. Została odkryta 21 sierpnia 1933 w Observatoire Royal de Belgique w Uccle przez Eugène’a Delporte. Nazwa planetoidy pochodzi od imienia matki odkrywcy. Przed nadaniem nazwy planetoida nosiła oznaczenie tymczasowe (1285) 1933 QF.